# Thoris septemguttata
Thoris septemguttata là một loài bọ cánh cứng trong họ Cerambycidae.